# Kohlerevier Tete

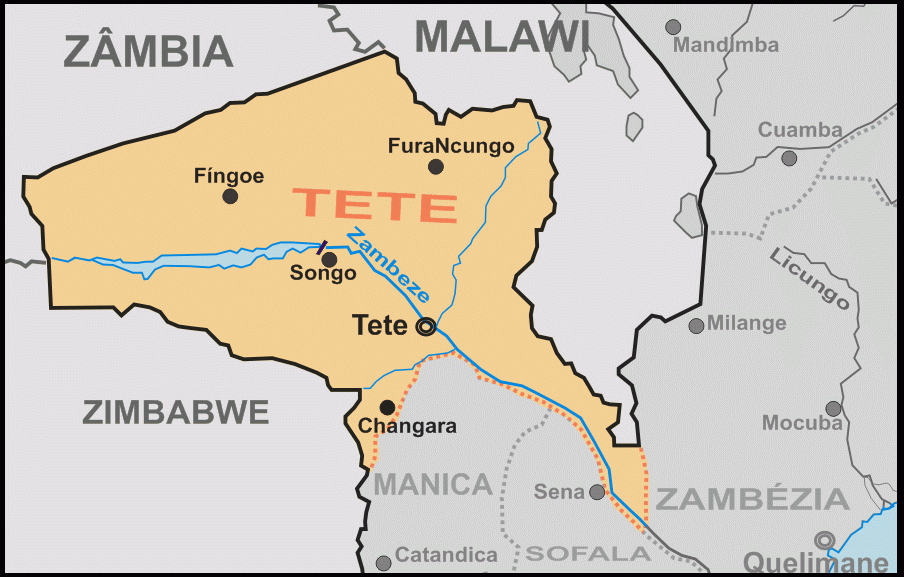
Die Provinz Tete im Westen von Mosambik

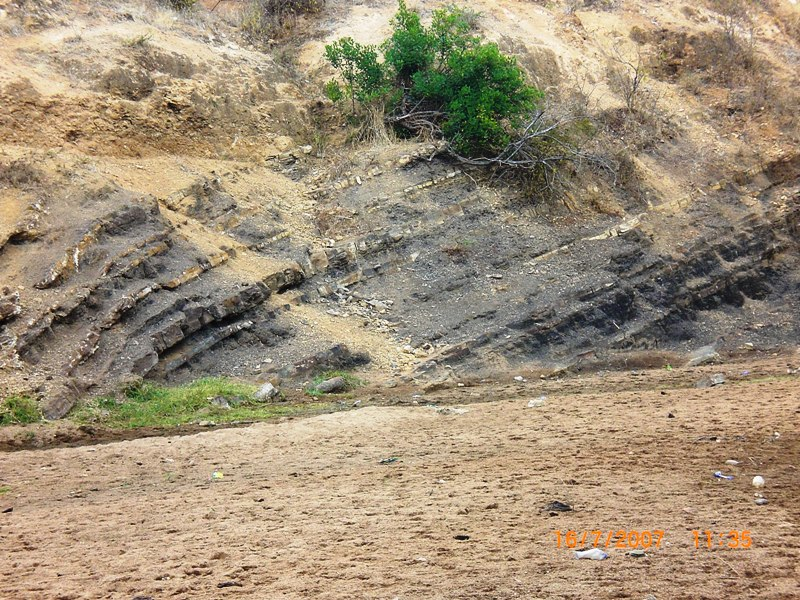
Kohlehaltiges Oberflächengestein bei Moatize

Das Kohlerevier Tete liegt in der gleichnamigen mosambikanischen Provinz vor allem im Bezirk Changara sowie zwischen der Stadt Tete und Moatize. Unter Tage abgebaut wurde hier schon zur portugiesischen Kolonialzeit.
Es wird angenommen, dass sich zur Zeit hier die weltgrößten Kohlevorkommen befinden. Bis 2012 wurden für 34 % der Fläche der Provinz Bergbaukonzessionen ausgewiesen, in Zukunft könnten diese auf bis zu 60 % ausgeweitet werden. Optimistische Schätzungen gehen von einem Gesamtvolumen von 23 Mrd. Tonnen Kohlenreserven aus. Der 2011 eingeführte Tagebau wird zur weitgehenden Landschaftszerstörung führen. Die einhergehende Luftverschmutzung durch Staub und Schwermetalle ist ein schweres Problem.
Die Rentabilität der Projekte ist durch die nur zögerliche Wiederherstellung bzw. den Ausbau der Bahnanbindungen zu den Exporthäfen Beira (CFM-Zentral) und Nacala (CFM-Nord) gefährdet.

## Société géologique et minière du Zambèze
Die mit belgischem Kapital gegründete Société géologique et minière du Zambèze beutete als erstes die Kohlevorkommen in Tete aus. Man schätzte Ende der 1920er Jahre die Gesamtvorkommen auf 105 Mio. Tonnen. Die Jahresproduktion lag bis 1930 bei ca. 20.000 Tonnen. Verbraucher waren vor allem die örtlichen Zuckerfabriken, wie die der Companhia da Zambézia und die Lokalbahnen der Plantagen. Ein Bahnanschluss zu den Häfen erfolgte erst später.

## Companhia Carbonífera de Moçambique
Die mit vierzig Millionen kapitalisierte Companhia Carbonífera de Moçambique wurde 1947/48 in Lissabon gegründet. Man übernahm zentral den bisherigen Bergbau in der Region. Auch an ihr hatten belgische Finanziers anfangs einen Anteil von 60 %, weitere 30 % hielt die Companhia de Moçambique, das restliche Zehntel der Staat. Die Fördermenge stieg von 1945, als sie bei 12.000 Tonnen gelegen hatte, bis 1976 auf etwa 570.000 Tonnen. Man schätzte die Gesamtvorkommen 1965 auf 700 Mio. Tonnen. 1972 waren in 128 Schächten (inkl. derer für Gold und Schmucksteine) der Firma 6328 Arbeiter beschäftigt.
Der Abbau der Kohle, die kalorimetrische Werte von 6200 bis 7800 kcal/kg aufweist, war deutlich günstiger als der in Witwatersrand. Die hohen Transportkosten und Steuern sorgten dafür, dass z. B. 1963 beide Produkte zum fast gleichen Tonnenpreis von 408 bis 410 Escudos in Nacala angelandet wurden.
Im September 1976 kam es in der Grube Chipanga 6 zu einer Schlagwetterkatastrophe, die 68 Kumpel tötete. Im August 1977 verloren in Chipanga 3 weitere 56 Bergarbeiter ihr Leben. Es kam wegen der schlechten Sicherheitsstandards zu Unruhen in der Bevölkerung. Dabei wurden mehrere Verantwortliche, darunter der Direktor der CCdM, getötet. Die Regierung verstaatlichte daraufhin den Bergbau.

## Staatsbetrieb

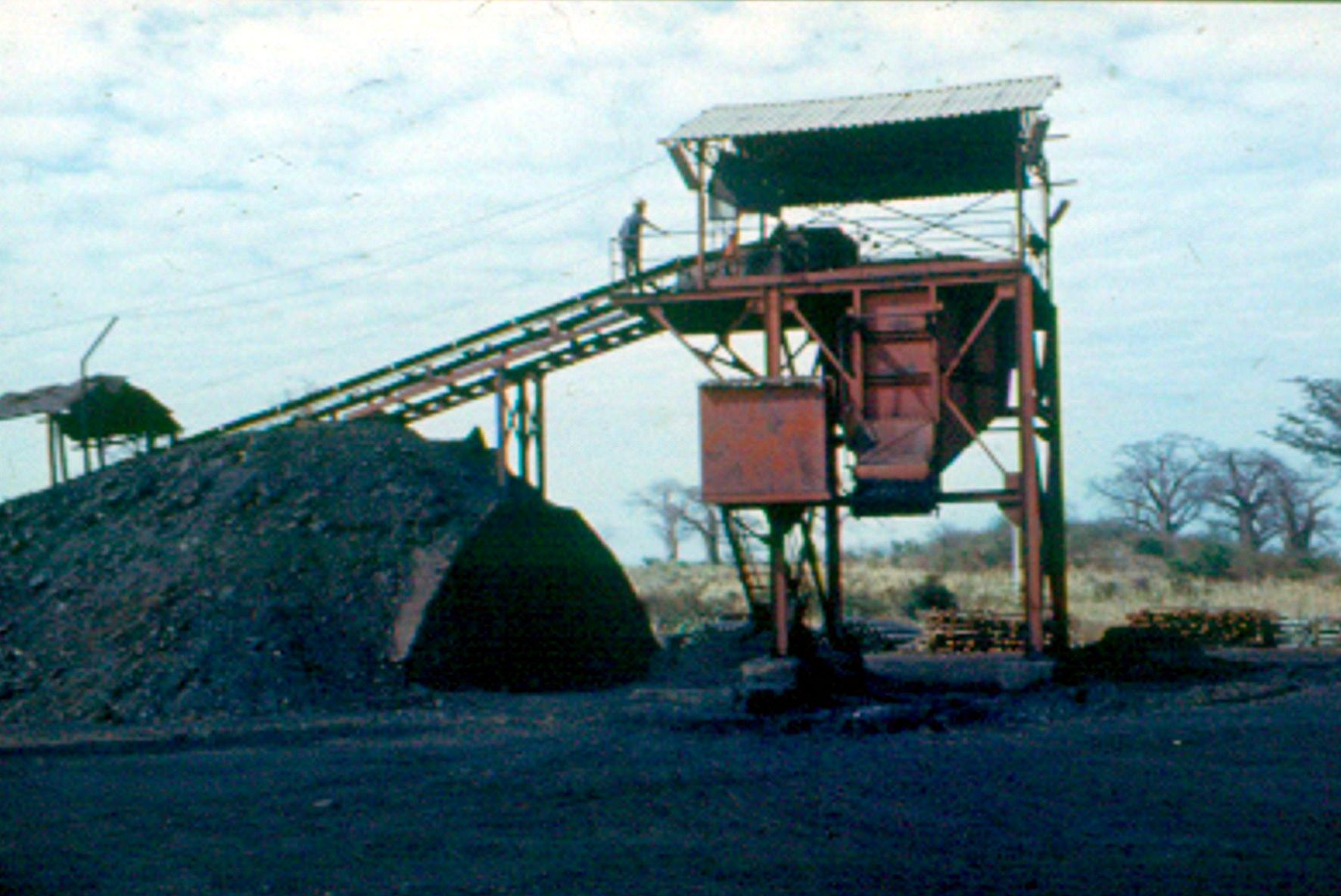
Kohle-Förderanlage der CARBOMOC, 1982

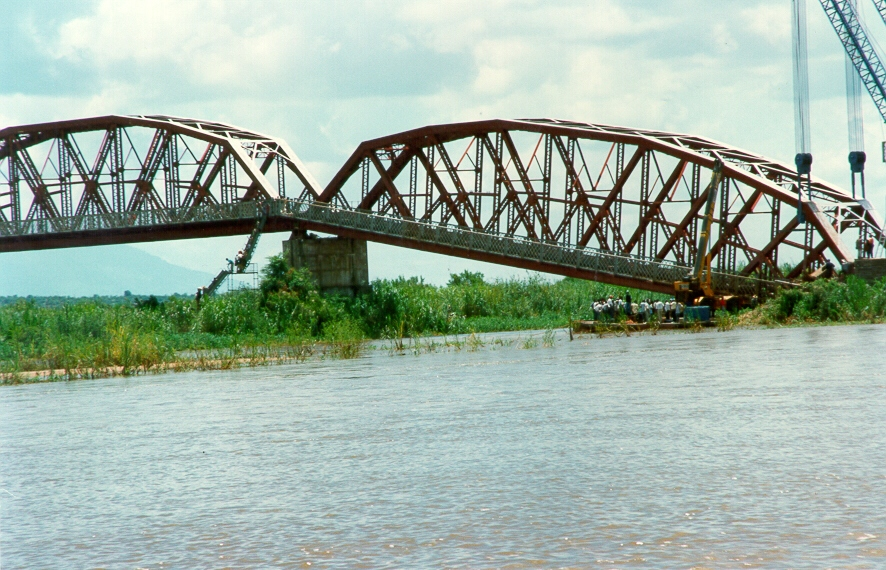
Die für den Abtransport der Kohle in den Hafen Beira unerlässliche Dona-Ana-Brücke über den Sambesi wurde 1980 von RENAMO-Terroristen gesprengt. Nach 1992 wiedereröffnet, entstanden die hier gezeigten Schäden durch das Hochwasser aus dem Jahr 2000. Nach weiteren Reparaturen von 2006 bis 2009 ist sie wieder voll nutzbar.

Die staatliche Empresa Nacional de Carvão de Moçambique, kurz CARBOMOC, produzierte im ersten Jahr rund 70.000 t. Der Abbau gestaltete sich schwierig, da viele der portugiesischen Fachkräfte abgereist waren. Die Arbeiterschaft verfügte kaum über Schutzkleidung, oft wurde ohne Schuhwerk gegraben. Die Kohle wurde vor allem im Lande verstromt oder in energieintensiven Zement- oder Zuckerfabriken verwendet.
Bereits nach den Unglücken hatten Spezialisten aus der DDR Hilfe geleistet. Die Zusammenarbeit wurde während des Besuchs Erich Honeckers in Mosambik, vom 22. bis 24. Februar 1979, formalisiert. Im Austausch für technische Hilfe, die vom Kombinat Schwarze Pumpe koordiniert wurde, sollten 250.000 Tonnen Kohle geliefert werden. Erst nach Lieferbeginn erkannte man, dass sie zur geplanten Verkokung nur schlecht geeignet war, sodass das deutsche Engagement ab 1984 eingeschränkt wurde.
Nach den Unglücken und den vermehrten terroristischen Angriffen durch die vom südafrikanischen Apartheidregime, den USA und dem BND geförderte RENAMO auf die Verkehrsinfrastruktur der Region – es kam vor allem zu systematischen Angriffen auf die Bahnstrecke Sena-Moatize-Beira und die Stromversorgung – sank die Jahresproduktion auf 20.000 Tonnen. Durch die geleistete Entwicklungshilfe mit Aufbau eines Dieselkraftwerks, Anlage eines neuen Stollens usw. konnte für 1981 ein Produktionsziel von 400.000 Tonnen erreicht werden. Der Abtransport blieb wegen der Kämpfe lange problematisch. Zeitweise kam die Förderung ab 1985 ganz zum Erliegen, bis sie Ende 1987 wieder aufgenommen werden konnte. In jenem Jahr förderte man 40.000 Tonnen.
1990 wurden bis auf zwei Schächte alle anderen aus sicherheitstechnischen Gründen stillgelegt. Aufgrund der politischen Widrigkeiten hat die CARBOMOC in keinem Jahr einen Gewinn abgeworfen.

## Seit 2004

### Generelle Entwicklungen
Ab 1999 begannen landesweit geologische Untersuchung ausländischer Firmen, die im Rahmen der beginnenden Privatisierung, durch die sich zahlreiche Politiker der Zentralregierung ungehemmt bereichern konnten, durchgeführt wurden. Das mosambikanische Bergbaugesetz sieht ausdrücklich keine Beteiligung der lokalen Bevölkerung an den Konzessionsabgaben vor. Für 2004–2012 wurden vier größere Lizenzen für die Region vergeben.
Die Konzession für die bestehende Mine des ehemaligen Staatsbetriebs ging 2007 an den brasilianische Konzern Vale, mit einer Beteiligung der koreanischen Pohang Iron and Steel. Man begann mit Investitionen von 900 Mio. $ die Produktion auf Tagebau umzustellen, der 2011 begann.
Bis Anfang 2012 wurde die Produktion auf zwei Millionen Tonnen jährlich ausgebaut. Mitsui erwarb im Januar 2014 einen Anteil von 15 % zum Preis von 450 Millionen $, plus einer Investitionszusage von weiteren 188 Mio. $. In Phase II, die 2015 erreicht sein sollte, wollte man die Abbaumenge verzehnfachen.
Ein 270-MW-Kohlekraftwerk vor Ort wurde 2013 geplant und sollte Anfang 2018 in Betrieb gehen. Es wurde nie gebaut. Neben dem Haupteigner ACWA Power of Saudi Arabia (56,5 %) sollten die Mineneigner beteiligt sein.
Nach Verlusten von resp. 120 und 145 Millionen $ in den ersten beiden Quartalen 2019 gab der Konzern bekannt, die Mine zum Jahreswechsel 2020 „zu Wartungszwecken drei Monate“ schließen zu wollen. Im März 2020 wurden 200 Beschäftigte nach Brasilien heimgeflogen, der Verlust im ersten Quartal lag bei 238 Millionen $, obwohl im ersten Halbjahr knapp zwei Millionen Tonnen Kohle gefördert wurden.

## Zwangsumsiedlungen
Um den großflächigen Tagebau erschließen zu können, wurden tausende Menschen umgesiedelt. Zwar erhielten diese neue Wohnhäuser, aber deutlich mehr Geld floss in die Taschen lokaler Politiker, die die Aktion der Bevölkerung schmackhaft machten. Derartiges gehört, wie auch das Ignorieren von Umweltauflagen, zum üblichen Gebaren aller Tochterfirmen des Vale-Konzerns weltweit.
Die von der Firma von 2009 bis 2011 neu errichteten Siedlungen bei Moatize (das Viertel „25 de Setembro“) und dem Dorf Cateme, wurden nach Vollendung der Regierung übergeben. Zunächst wurden 1049 Haushalte in die 35–55 km von ihren alten Wohnorten entfernten Ortschaften umgesiedelt. Von Cateme erreicht man die nächste Hauptstraße über elf Kilometer Staubpiste.
Etwa 800 Kleinunternehmer, die traditionelle Lehmziegel herstellten, wurden durch die Absperrungen um den Tagebau von ihrem Rohmaterial abgeschnitten und verloren ihre Betriebe. Ebenso können Bauern nur über lange Umwege zu ihren Weiden gelangen. 48 Betroffenen sprach das Provinzgericht am 26. Januar 2021 eine Entschädigung von lächerlichen 14 Millionen Meticais zu (ca. 168.000 €).

## Umweltverschmutzung
Der Zuzug tausender Arbeiter für den Tagebau seit 2008 hat zu starker Wohnungsnot und einer Mietpreisexplosion geführt.
Eine Wasserversorgung aus Leitungen gibt es in den kleineren Ortschaften nicht. Die Eingeborenen schöpfen entweder abgestandenes, untrinkbares Wasser aus Gruben oder kaufen es von Händlern, die mit Tanklastwagen kommen. Gerade um Tete ist die Schwermetallbelastung so hoch, dass der Einsatz dieser Brühe in der Landwirtschaft zur gefährlichen Belastung der Feldfrüchte führt.
Das schwerwiegendste Umweltproblem ist die Luftverschmutzung durch Staub, die zwar schon zu Zeiten des Untertagebergbaus existierte, sich aber seit Beginn des Tagebaus bedeutend verschlimmert hat. Besonders durch die Sprengungen des Gesteins werden große Mengen Staub über die Ortschaften getrieben, was durch die in der Trockenzeit häufigen Windhosen noch verschlimmert wird. Auch landwirtschaftliche Anbauprodukte und Trinkwasservorräte werden so bis zur Ungenießbarkeit verschmutzt. Die durch die Sprengungen ausgelösten Erschütterungen führen zu Schäden an den einfach aus Lehmziegel gemauerten Behausungen der umliegenden Dörfer.

## Weitere Projekte
Die Konzession für die Benga-Mine wurde an die australische Riversdale Mining (65 %) und Wuhan Iron and Steel (35 %) vergeben. Die Produktion wurde im Juni 2010 aufgenommen. Im Jahr darauf wurde Riversdale von der Rio Tinto Group übernommen. Die Schätzungen des Potentials von einer halben Milliarde Tonnen wurden im Jahr darauf nach unten korrigiert. Rio Tinto schrieb drei Milliarden Dollar ab. Die Mine wurde im Juli 2014 zum Preis von US$ 50 Mio. an das indische Jointventure International Coal Ventures Private Limited (ICVL) verkauft, dessen größter Anteilseigner, der Autobauer Tata Steel, hält davon 35 %. Zu diesem Zeitpunkt avisierte man eine Jahresproduktion bis fünf Millionen Tonnen. Der geplante Abtransport des Produktes per Barke den Sambesi hinunter wurde von der Regierung im Juni 2013 nicht genehmigt. Die Mine wurde stillgelegt, bis die Bahnstrecke die nötigen Kapazitäten hat.
Rio Tinto hatte auch geplant vor Ort ein Kohlekraftwerk mit 400–600 MW zu errichten, gab die Pläne aber wieder auf. ICVL griff die Idee für 300 MW zum Baupreis von US$ 1,9 Mrd. wieder auf, in einer zweiten Phase sollten bis zu 1500 MW erzeugt werden. Bedingt durch die Umstrukturierung der Firma 2015 legte man die Pläne auf Eis. Zwar wurden 2017 Interessenten gesucht, der noch immer fehlende Netzausbau verhindert aber die Umsetzung.
Die Central African Mining and Exploration Company (CAMEC) erhielt 2006 ebenfalls eine Lizenz Die westaustralische Beacon Hill Resources kaufte die lokale Betreibergesellschaft Minas Moatize Limitada 2011. Der Abtransport in den Hafen von Beira erfolgte mit einer Flotte von vierzig LKW, was sich als teuer erwies. Den Vertrieb übernahm 2012 die holländische Vitol.
Ein weiteres Projekt war die Revuboè-Mine, deren Konzession zunächst an die südafrikanische Anglo American vergeben worden war, die aber dann nicht investierte, sondern ihre Rechte an Nippon Steel abtrat. Diese plante mit dem Tagebau in 2016 zu beginnen.
2012 wurde bekanntgegeben, man habe in der Provinz auch Eisenerz- und Titanvorkommen entdeckt. In der Mundonguara-Mine war schon zur Kolonialzeit bis 1989 unter Tage Kupfer abgebaut worden. Tete Steel and Vanadium, eine Tochtergesellschaft von Baobab Resources, ist seit 2009 aktiv. Bei Tenge-Ruoni soll das aus drei Gruben gewonnenen Eisenerz in einem zu errichtendem Stahlwerk verarbeitet werden. 2017 verkündete man, man wäre bereit, mit dem Bau zu beginnen. Im Mai 2020 wurde versucht weitere Investoren zu gewinnen. Die beiden Konzessionen des Unternehmens für ein Gebiet von 338 km² sind bei Singore, 25–30 km nördlich Tete und 525 km² nahe Massamba, etwa 55 km nach Südosten von Tete entfernt. Man plant 2020 auch, mit der irischen Kibo Energy zusammen ein Kraftwerk (“Benga Power Plant”) mit 350 MW zu bauen, von denen 200 MW exklusiv für den Bergbau genutzt werden sollen.